# イエロードッグ川

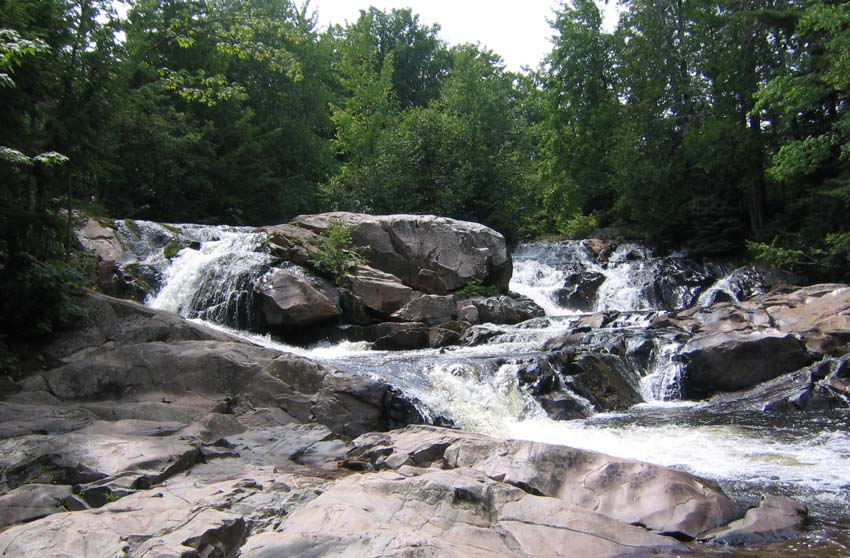
イエロードッグ滝

イエロードッグ川（イエロードッグがわ、英語: Yellow Dog River）は、アメリカ合衆国ミシガン州のアッパー半島バラガ郡を流れる川である。全長は約82キロメートルで、137キロメートルの支流を持つ。中心的な流れは、バラガ郡とマーケット郡の境界にあるオタワ国有林内のブルドッグ湖から始まっている。河口は、スペリオル湖水系を構成するミシガン州ビッグベイ近くのインディペンデンス湖にある。
イエロードッグ川の一部は「国定原生・景勝河川」に指定されている。水源から国有林境界までの6キロメートルは1992年3月3日に指定された。